# Who’s That Girl (саундтрек)
Who’s That Girl: Original Motion Picture Soundtrack (рус. Кто эта девчонка) — первый альбом-саундтрек американской певицы и автора-исполнителя Мадонны. Вышел 21 июля 1987 года на лейбле Sire Records в качестве промо одноименного фильма. Также содержит песни в исполнении других артистов лейбла: Scritti Politti, Данкана Фора, Club Nouveau, Коати Мунди и Майкла Дэвидсона. Саундтрек причисляется к альбомам Мадонны, хотя она исполнила только четыре из девяти треков диска. После коммерческого успеха фильма «Отчаянно ищу Сьюзен» (1985) Мадонна захотела ещё сыграть в комедии, на этот раз под рабочим названием «Тюряга» (Slammer). Ей досталась роль Ники Финн, отсидевшей 4 года в колонии по ложному обвинению и желающей «очистить своё имя». Однако из-за провала у критиков и зрителей её предыдущего приключенческого фильма «Шанхайский сюрприз» (1986) компания Warner Bros. поначалу отказалась от нового фильма. Под давлением Мадонны студия всё же согласилась, решив подзаработать на успехе саундтреков исполнительницы.

## Профессиональные рецензии
| Оценки критиков      | Оценки критиков |
| Источник             | Оценка          |
| -------------------- | --------------- |
| AllMusic             | [ 1 ]           |
| Robert Christgau     | (C–)            |
| Entertainment Weekly | D               |
| New York             | Смешанный       |
| The New York Times   | Положительный   |
| Rolling Stone        | [ 6 ]           |

Саундтрек-альбом был не слишком хорошо принят критиками. Многие отмечали, что заглавный трек является самым ярким на диске. Джим Фарбер из Entertainment Weekly дал диску негативную оценку, а Ноа Робишон из того же издания похвалил заглавную песню, где Мадонна «заставила уровень синергии зашкалить» (англ. pushed synergy over the borderline — отсылка к синглу «Borderline»). Билл Лэмб из About.com отметил, что песни не относятся к числу лучших у Мадонны. Неофициальный биограф Мадонны Тараборелли посчитал, что «саундтрек стал ещё одним напоминанием мощи и статуса Мадонны как одного из важнейших исполнителей 80-х, так как лишь её песни стали известными, хоть и не являлись её лучшими, хотя 'The Look of Love' — это внеземная баллада». Автор Мэри Кросс в книге Madonna: A Biography написала, что «саундтрек стал считаться неудачей из-за фильма». Аллен Метц и Кэрол Бенсон, авторы The Madonna Companion: Two Decades of Commentary, написали, что «Who’s That Girl выполнил поставленную задачу — заработать денег для Warner, однако не добавил ничего к каталогу Мадонны». Стивен Томас Эрлевайн отметил в своём обзоре для Allmusic, что «если считать строго, то диск не является альбомом Мадонны — это саундтрек». Он добавил, что диск включает «профессиональные, но не особо вдохновляющие дэнс-поп треки других исполнителей». Дэвид Денби из журнала New York  заметил, что «не сказать, чтобы с этим саундтреком что-то было совсем не так. Но так уж вышло, что ему не повезло ассоциироваться со столь провальным фильмом — это альбому и навредило». Он отметил, что «„The Look of Love“ — тайная жемчужина в каталоге Мадонны». Дон Шуи (англ. Don Shewey) из Rolling Stone посчитал, что «хотя по факту это альбом Мадонны, но этот саундтрек не содержит ни одной по-настоящему запоминающейся песни, однако на него попали песни артистов-лузеров лейбла Warner — например, композиция Коати Мунди „El Coco Loco“, а также песня Данкана Фора в сверхъестественно похожем на Beatles стиле — „24 Hours“. Для большинства покупателей это, конечно, альбом Мадонны».
Роберт Кристгау поставил альбому удовлетворительную оценку (C-) и написал, что «от Scritti Politti и Коати Мунди можно было ожидать чего-нибудь более неожиданного, но они аутсайдеры, для которых этот саундтрек — это просто контракт на работу. Для своего фильма, однако же, самая яркая поп-икона десятилетия должна была бы вложиться поболее, чем на несколько небрежных секунд. Или аккуратных секунд, что ещё хуже». Эд Блэнк из Pittsburgh Press писал: «Такое чувство, что единственной целью создания этого саундтрека был показ его в фильме». Джей Бойяр из Orlando Sentinel похвалил песни саундтрека, посчитав, что «Мадонна вносит душераздирающую теплоту в 'The Look of Love' и клубную радость с 'Causing a Commotion'. При том, что судьба фильма предрешена, Мадонна, к счастью для неё, умеет петь». Гайан Синх (Gyan Singh) из The Miami Herald в своей рецензии на фильм написал, что «единственным спасением для этой картины является саундтрек, песни на котором — в особенности, Мадонны — действительно хороши». Дон МакЛиз (Don McLeese) из Chicago Sun-Times в рецензии на мировой тур Мадонны Who’s That Girl World Tour написал, что «песни саундтрека хорошо звучат в живом исполнении». Ларри Геллер из The Advocate в своём положительном отзыве написал, что «Who’s That Girl станет саундтреком лета». Стивен Холден из The New York Times также написал положительную рецензию со словами, что «саундтрек-альбом полон обаятельной милоты поп-музыки. Один из самых горячих синглов года — двуязычная заглавная песня Мадонны — обладает жизнерадостностью акробата, делающего сальто на батуте. 'The Look of Love' столь же запоминающаяся баллада, что и [сингл Мадонны 1986 года] 'Live to Tell', а '24 Hours', спетая Данканом Фором, умело совмещает в себе битловский по стилю вокал и синти-поп элементы 80-х». Дэниэл Броган из Chicago Tribune посчитал, что «так как этот саундтрек не является по-настоящему альбомом Мадонны, то нет ничего удивительного в том, что он кажется неполноценным».

## Коммерческий успех
Сразу после выхода альбом дебютировал на сорок шестом месте чарта Billboard 200. Это произошло 15 августа 1987 года, на той же неделе заглавный трек с альбома «Who’s That Girl» достиг вершины синглового чарта Billboard Hot 100. Своей наивысшей седьмой позиции альбом достиг 12 сентября 1987 года. Он оставался в чарта двадцать восемь недель и был сертифицирован как платиновый Американской ассоциацией звукозаписывающих компаний (RIAA) за миллион копий тиража в США. Who’s That Girl продался по стране общим тиражом 1.5 миллиона экземпляров. В Канаде альбом дебютировал на восемьдесят пятом месте чарта RPM Albums Chart, и произошло это 1 августа 1987 года. После семи недель диск добрался до самого высокого для себя четвёртого места. Диск оставался в чарте тридцать недель и финишировал на тридцать седьмом итоговом месте в сводном годовом чарте за 1987 год.

## Список композиций
| №                   | Название                                               | Автор(ы)                                          | Продюсер(ы)                          | Длительность |
| ------------------- | ------------------------------------------------------ | ------------------------------------------------- | ------------------------------------ | ------------ |
| 1.                  | «Who's That Girl» (исполнитель — Мадонна)              | Мадонна Патрик Леонард                            | Мадонна Леонард                      | 3:58         |
| 2.                  | «Causing a Commotion» (исполнитель — Мадонна)          | Мадонна Стивен Брей                               | Мадонна Брей                         | 4:20         |
| 3.                  | «The Look of Love» (исполнитель — Мадонна)             | Мадонна Леонард                                   | Мадонна Леонард                      | 4:03         |
| 4.                  | «24 Hours» (исполнитель — Данкан Фор)                  | Mary Kessler Joey Wilson                          | Брей                                 | 3:38         |
| 5.                  | «Step by Step» (исполнитель — Club Nouveau)            | Jay King Denzil Foster Thomas McElroy David Agent | King Foster McElroy Agent            | 4:43         |
| 6.                  | «Turn It Up» (исполнитель — Майкл Дэвидсон)            | Davidson Frederic Mercier                         | Сток, Эйткен и Уотерман              | 3:56         |
| 7.                  | «Best Thing Ever» (исполнитель — Scritti Politti)      | Green Gartside David Gamson                       | Gartside Gamson John "Tokes" Potoker | 3:51         |
| 8.                  | «Can't Stop» (исполнитель — Мадонна)                   | Мадонна Брей                                      | Мадонна Брей                         | 4:45         |
| 9.                  | «El Coco Loco (So So Bad)» (исполнитель — Коати Мунди) | Coati Mundi Hernandez                             | Hubert Eaves III                     | 6:22         |
| Общая длительность: | Общая длительность:                                    | Общая длительность:                               | Общая длительность:                  | 43:34        |

## Участники записи
- Мадонна — тексты песен, вокал, продюсирование, бэк-вокал
- Данкан Фор[англ.] — вокал
- Club Nouveau[англ.] — вокал
- Майкл Дэвидсон[англ.] — вокал
- Scritti Politti — вокал
- Коати Мунди[англ.] — вокал
- Патрик Леонард — тексты песен, продюсирование
- Стивен Брей — lyricist, продюсирование
- Майкл Барбиро[англ.] — дополнительное продюсирование, микширование
- Стив Томпсон[англ.] — дополнительное продюсирование, микширование
- Шеп Петтибон — дополнительное продюсирование, микширование
- Джуниор Васкес[англ.] — инженер микширования, микширование
- Донна де Лори[англ.] — бэк-вокал
- Ники Харис[англ.] — бэк-вокал
- David Agent — продюсирование, микширование
- Хуберт Ивс[англ.] — продюсирование, гитары
- Дензил Фостер[англ.] — тексты песен
- Дэвид Гэмсон[англ.] — звуковой триггер
- Грин Гартсайд[англ.] — вокал, тексты песен
- Джей Кинг (Jay King) — гитара
- Сток, Эйткен и Уотерман — тексты песен, продюсирование, бэк-вокал
- Грег Ладанай[англ.] — дизайн упаковки, обложка, помощник инженера
- Майкл Вейл Блум (Michael Vail Blum) — инженер

## Чарты
| Чарты (1987)                             | Наивысшее место |
| ---------------------------------------- | --------------- |
| Australia Albums (Kent Music Report)     | 24              |
| Австрия (Ö3 Austria)                     | 5               |
| Канада (RPM Top Albums/CDs)              | 4               |
| Нидерланды (Album Top 100)               | 1               |
| European Albums (IFPI)                   | 1               |
| Finnish Albums (Suomen virallinen lista) | 5               |
| French Albums (SNEP)                     | 2               |
| Германия (Offizielle Top 100)            | 1               |
| Italian Albums (FIMI)                    | 2               |
| Japanese Albums (Oricon)                 | 10              |
| Норвегия (VG-lista)                      | 2               |
| Новая Зеландия (RMNZ)                    | 6               |
| Spanish Albums (Promusicae)              | 4               |
| Швеция (Sverigetopplistan)               | 4               |
| Швейцария (Schweizer Hitparade)          | 4               |
| UK Albums (OCC)                          | 4               |
| US Billboard 200                         | 7               |

| Чарт (1987)         | Место |
| ------------------- | ----- |
| German Albums Chart | 20    |

## Сертификации
| Регион | Сертификация  | Продажи    |
| --- | ------------- | ---------- |
| Австралия (ARIA) | Золотой       | 35 000^    |
| Бразилия (ABPD) | Золотой       | 100 000*   |
| Франция (SNEP) | 2× Платиновый | 600 000*   |
| Германия (BVMI) | Золотой       | 250 000^   |
| Гонконг (IFPI Hong Kong)                                                                                                 | Платиновый    | 20 000*    |
| Нидерланды (NVPI) | Золотой       | 50 000^    |
| Новая Зеландия (RMNZ) | Золотой       | 7500^      |
| Испания (PROMUSICAE) | Платиновый    | 100 000^   |
| Великобритания (BPI) | Платиновый    | 300 000^   |
| США (RIAA) | Платиновый    | 1 000 000^ |
| Итого |               |            |
| Worldwide | н/д           | 6,000,000  |
| * Данные о продажах приведены только на основе сертификации. ^ Данные о тиражах приведены только на основе сертификации. |               |            |